# Saint-Denis-lès-Rebais
Saint-Denis-lès-Rebais är en kommun i departementet Seine-et-Marne i regionen Île-de-France i norra Frankrike. Kommunen ligger i kantonen Rebais som tillhör arrondissementet Provins. År 2022 hade Saint-Denis-lès-Rebais 989 invånare.

## Befolkningsutveckling
Antalet invånare i kommunen Saint-Denis-lès-Rebais
| Referens: INSEE |